# John Jameson
Pour les articles homonymes, voir Jameson.
John Jameson, alias Colonel Jupiter, l’Homme-loup (« the Man-Wolf ») et Stargod, est un super-héros évoluant dans l’univers Marvel de la maison d'édition Marvel Comics. Créé par le scénariste Stan Lee et le dessinateur Steve Ditko, le personnage de fiction apparaît pour la première fois dans le comic book The Amazing Spider-Man #1 en mars 1963.
C'est le fils du journaliste J. Jonah Jameson.

## Biographie du personnage
Pilote d'essai et astronaute, John Jameson fait la fierté de son père, J. Jonah Jameson, le directeur du Daily Bugle qui le considère comme l’archétype du héros. Alors que sa capsule spatiale est sur le point de s’écraser, il est sauvé par Spider-Man dont c’est la première intervention publique.
Au cours d’une de ses missions spatiales, il se retrouve en contact avec des spores extra-terrestres. Elles lui donnent une force surhumaine mais lui brouillent l’esprit, ce qui le pousse à s’attaquer à Spider-Man.
Plus tard, sur la Lune, il ramasse une pierre ressemblant à un rubis. Celle-ci se fixe à sa gorge et, les nuits de pleine lune, le transforme en un Homme-loup à la fourrure blanche et aux yeux rouges. C’est sous cette forme qu’il attaque son père et sa fiancée Kristine Saunders. Spider-Man lui rend sa forme humaine en arrachant la pierre de sa gorge.
Il redevient un Homme-loup lorsque Morbius lui fixe à nouveau la pierre dans l’espoir de guérir de sa propre maladie qui fait de lui un vampire. Spider-Man fait échouer les plans de Morbius mais Jameson continue à se transformer régulièrement.
En cavale, il affronte également Kraven le chasseur ainsi que le Maître de la haine. Il se rend enfin aux autorités. Le gouvernement accepte alors de lever les charges qui pèsent sur lui s’il accepte d’aller réparer le dysfonctionnement d’une station orbitale. Là, il s’aperçoit que la station est sous le contrôle d’une race extra-terrestre venue du même monde extra-dimensionnel que celui de la pierre qu’il porte à son cou. Dans ce monde, il découvre que la pierre a été créée par un ancien dieu qui voulait transmettre ses pouvoirs. Sous sa forme d’Homme-loup, il vainc le tyran Arisen Tyrk avant de rentrer sur Terre.
Toujours sujet aux phases de la lune, il accepte que Spider-Man et le docteur Curt Connors lui administrent un traitement biomagnétique qui provoque le rejet de la pierre par son corps. Après sa convalescence, il devient le pilote de Captain America. Il est également pendant un temps chasseur de monstres avant d’être engagé comme chef de la sécurité à l’Institut Ravencroft.

## Apparitions dans d’autres médias
Sauf indication contraire, les informations mentionnées dans cette section peuvent être confirmées par la base de données cinématographiques IMDb,  présente dans la section « Liens externes ».

### Cinéma

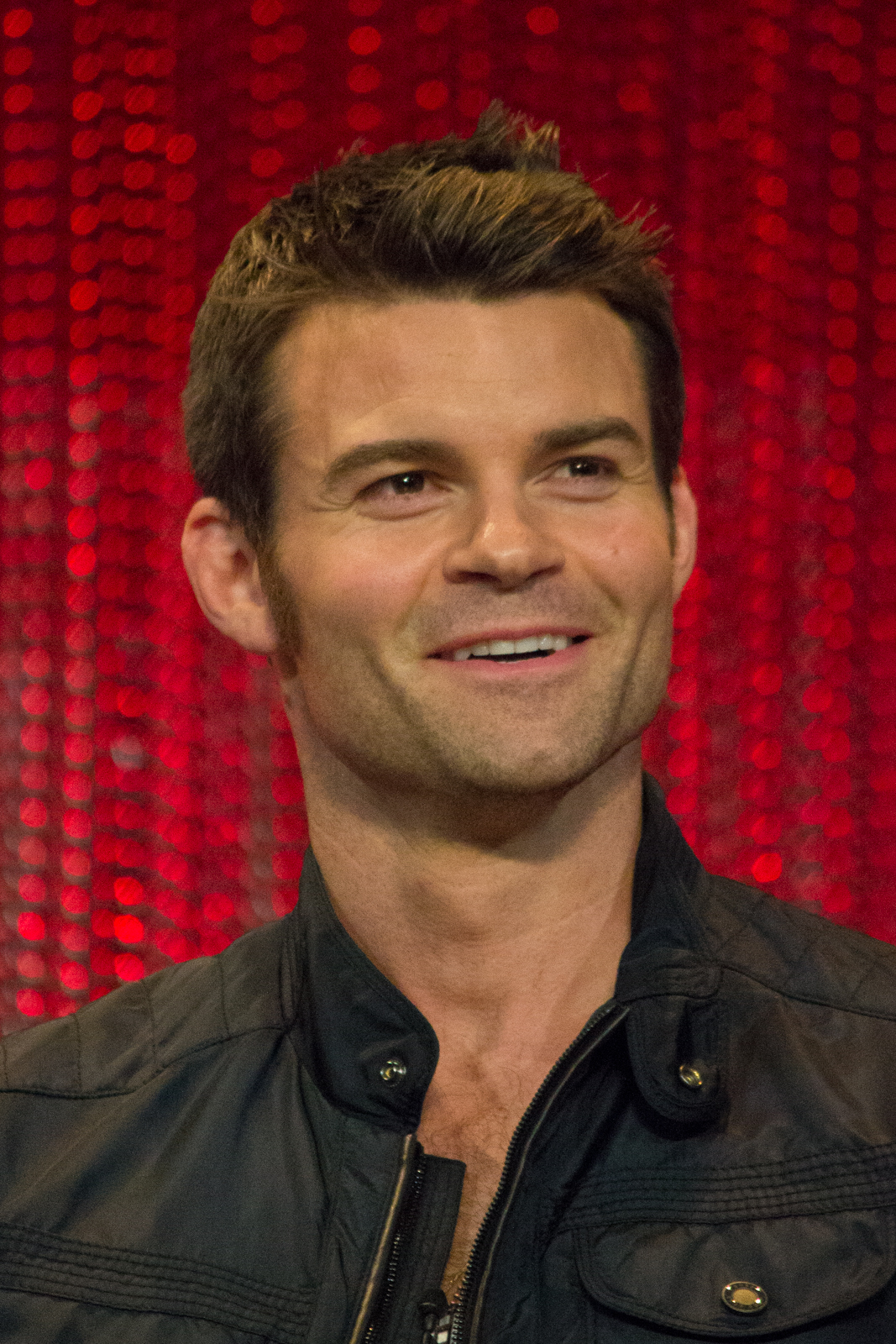
Daniel Gillies incarne John Jameson dans Spider-Man 2 (2004).

- 2004 : Spider-Man 2 réalisé par Sam Raimi, interprété par Daniel Gillies
- 2018 : Venom réalisé par Ruben Fleischer, interprété par Chris O'Hara (caméo)

### Télévision
- 1994-1998 : Spider-Man, l'homme-araignée (série d'animation)
- 1999-2000 : Les Nouvelles Aventures de Spider-Man  (série d'animation)
- 2008-2009 : Spectacular Spider-Man (série d'animation) - John Jameson prend l'identité du Colonel Jupiter pour le temps d'un épisode.
- 2013 : Ultimate Spider-Man (série d'animation)
- 2017 : Marvel Spider-Man (série d'animation)